# Domein van chief Roi Mata
Roi Mata was een machtige 13e-eeuwse Melanesische chief uit de Nieuwe Hebriden (tegenwoordig Vanuatu). Zijn gigantische graf, met daarin de lichamen van meer dan 25 leden van zijn gevolg, werd ontdekt door de Franse archeoloog Jose Garranger in 1967.
Garranger lokaliseerde het graf na een onderzoek op het nabijgelegen Retoka-eiland, alwaar hij de lokale bevolking ondervroeg. Volgens de legende was de doelstelling van Mata om alle stammen te verenigen. Mata werd echter vergiftigd door zijn broer, die uit was op de macht. Het lichaam van Mata werd niet begraven in zijn geboorteplaats, daar de lokale bevolking zijn geest vreesde.
In 2008 werden drie vindplaatsen die een verband hadden met Mata ingeschreven op de werelderfgoedlijst van UNESCO. Deze vindplaatsen bevinden zich op de eilanden Efate, Lelepa en Artok.